# ムカゴネコノメソウ
ムカゴネコノメソウ（零余子猫の目草、学名：Chrysosplenium maximowiczii）は、ユキノシタ科ネコノメソウ属の多年草。別名、タマネコノメ、ムカゴネコノメ。

## 特徴
植物体は、茎に生えるわずかの毛を除き無毛。走出枝は地上性または地中性のものがあり、地上性の走出枝には普通葉をつける。地中性の走出枝には鱗片葉をつけ、先端には1個のむかご（珠芽）をつける。むかごは長さ約1cmになる紡錘形で、赤色をおび、暗紫褐色の細点があって毛が密生する。花茎は前年の地中にできたむかごから生じ、高さ3-15cmになり、白毛がまばらに生え、緑白色で基部は赤紫色をおびる。茎葉は2-3対が対生または一部互生し、葉身は卵円形から広倒卵円形で、長さ幅ともに4-18mm、縁には3-7個の内曲した円い鋸歯があり、両面とも無毛、基部はくさび形となり、長さ2-15mmの葉柄となる。
花期は3-4月。花序にまばらに少数の花をつける。花序を取り囲む苞葉は茎葉とほぼ同じ形をしている。花には花柄がある。萼裂片は4個で花時に直立し、長さは約1.5mmになり、広卵形または卵円形で、色は緑色、淡緑色または淡黄緑色になる。花弁は無い。雄蕊は8個あり、長さ0.8-1mmで、花時に内側に傾く。裂開直前の葯は緑白色または黄白色。花盤は発達しない。子房は中位。花柱は2個あり、ごく短く、直立する。果実は朔果で2個の心皮は大きさが異なり、嘴状に直立し、先端は萼裂片を突き出る。種子は多数あり、卵円形で、長さ約0.6mm、縦に10数個の隆条があり硬い短乳頭状突起が並ぶ。

## 分布と生育環境
日本固有種。本州の宮城県南部から関東地方、東海地方に分布し、谷沿いの樹林下に生育する。

## 名前の由来
ネコノメソウ属の中で、本種は、地中性の走出枝があり、その先にむかご（珠芽）をつけることが特異であり、和名の由来にもなっている。
種小名（種形容語）maximowiczii は、ロシア人で東亜植物研究者のマキシモヴィッチへの献名。

## 種の保全状況評価
準絶滅危惧（NT）（環境省レッドリスト）

## ギャラリー

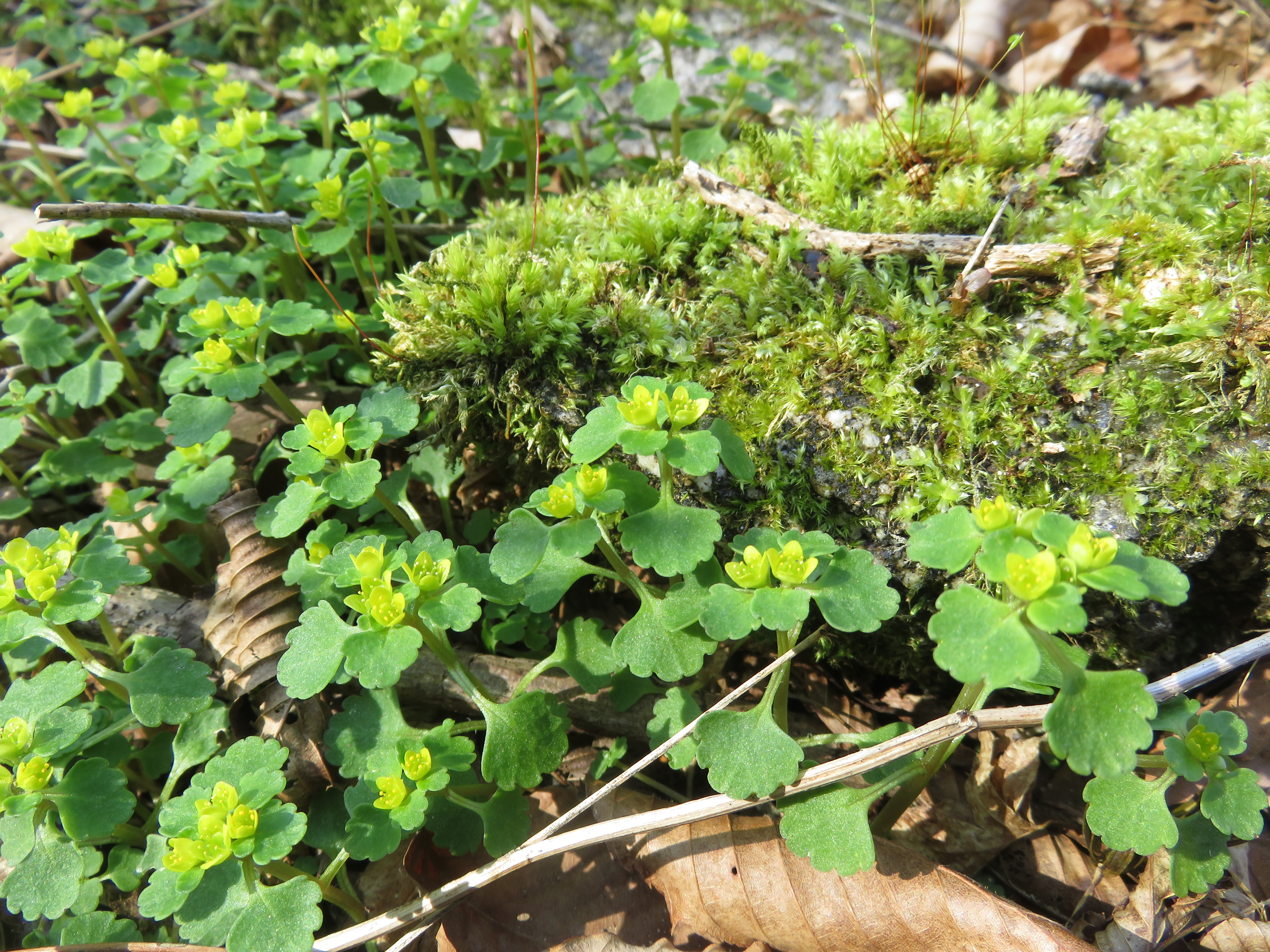
早春に、谷沿いの湿った樹林下に群生する。
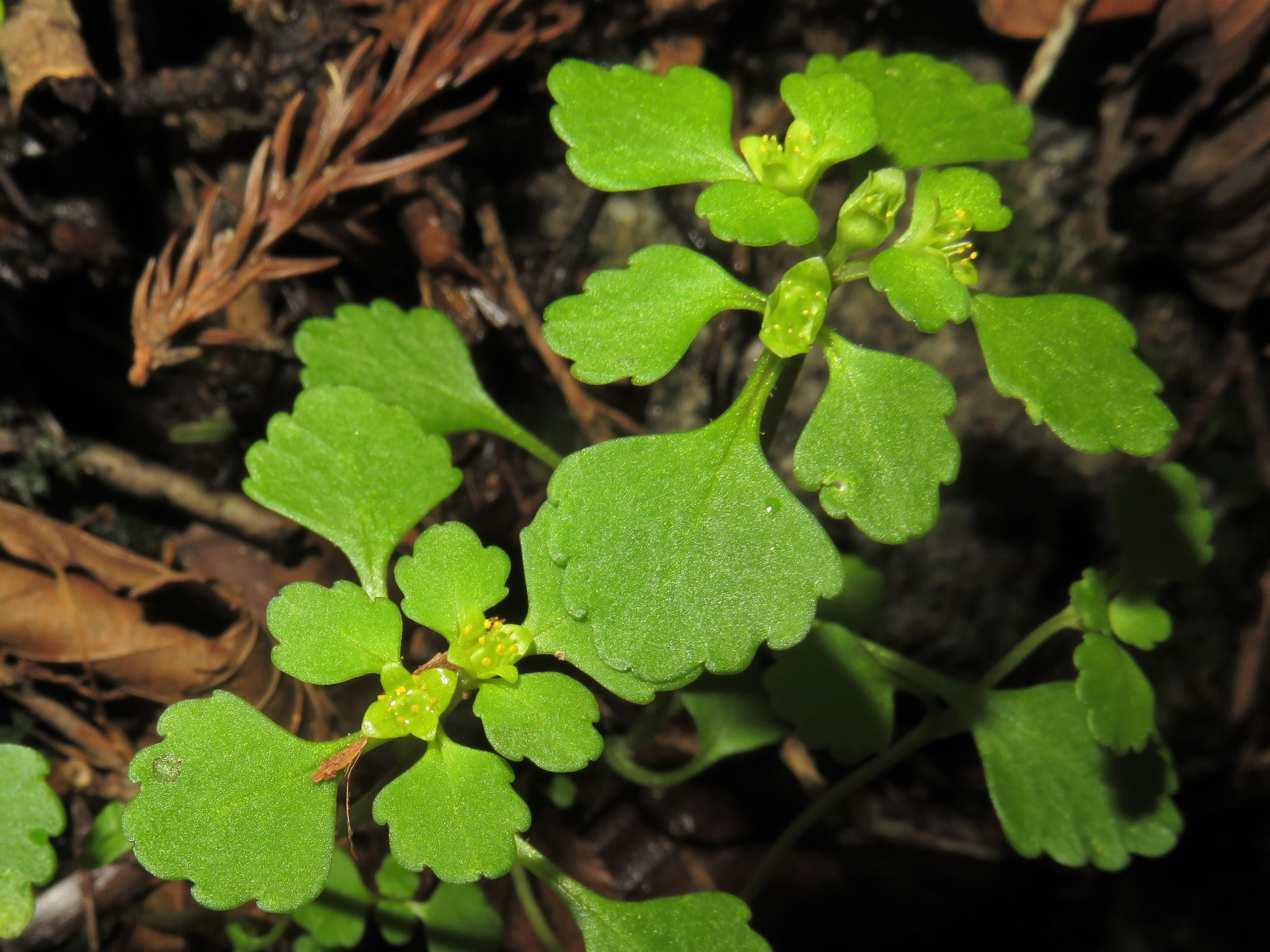
花序を取り囲む苞葉は茎葉と同じ形。
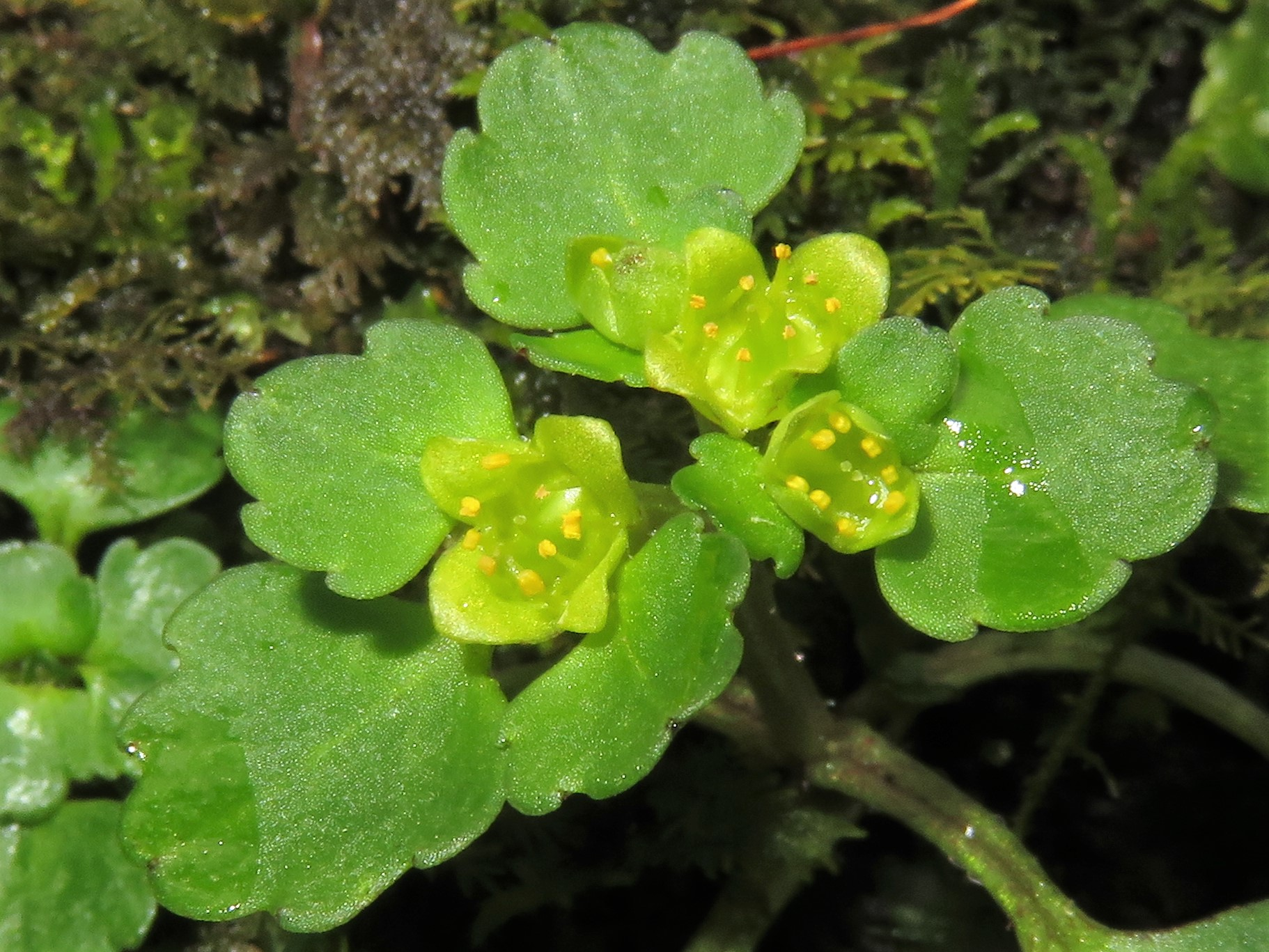
萼裂片は4個で、緑色または淡黄緑色。雄蕊は8個あり、内側に傾く。
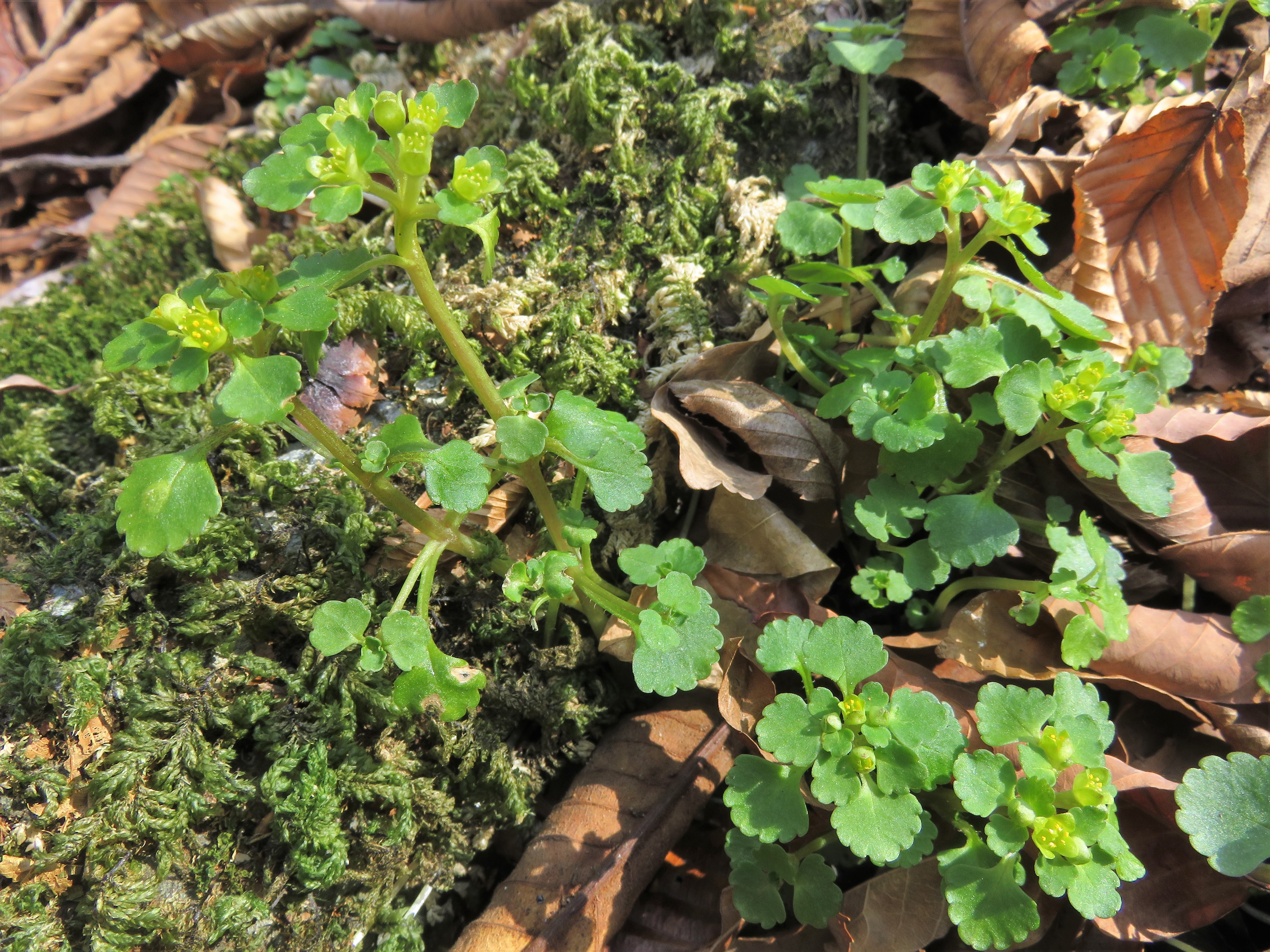
花茎は緑白色で基部は赤紫色をおびる。茎葉は2-3対が対生する。
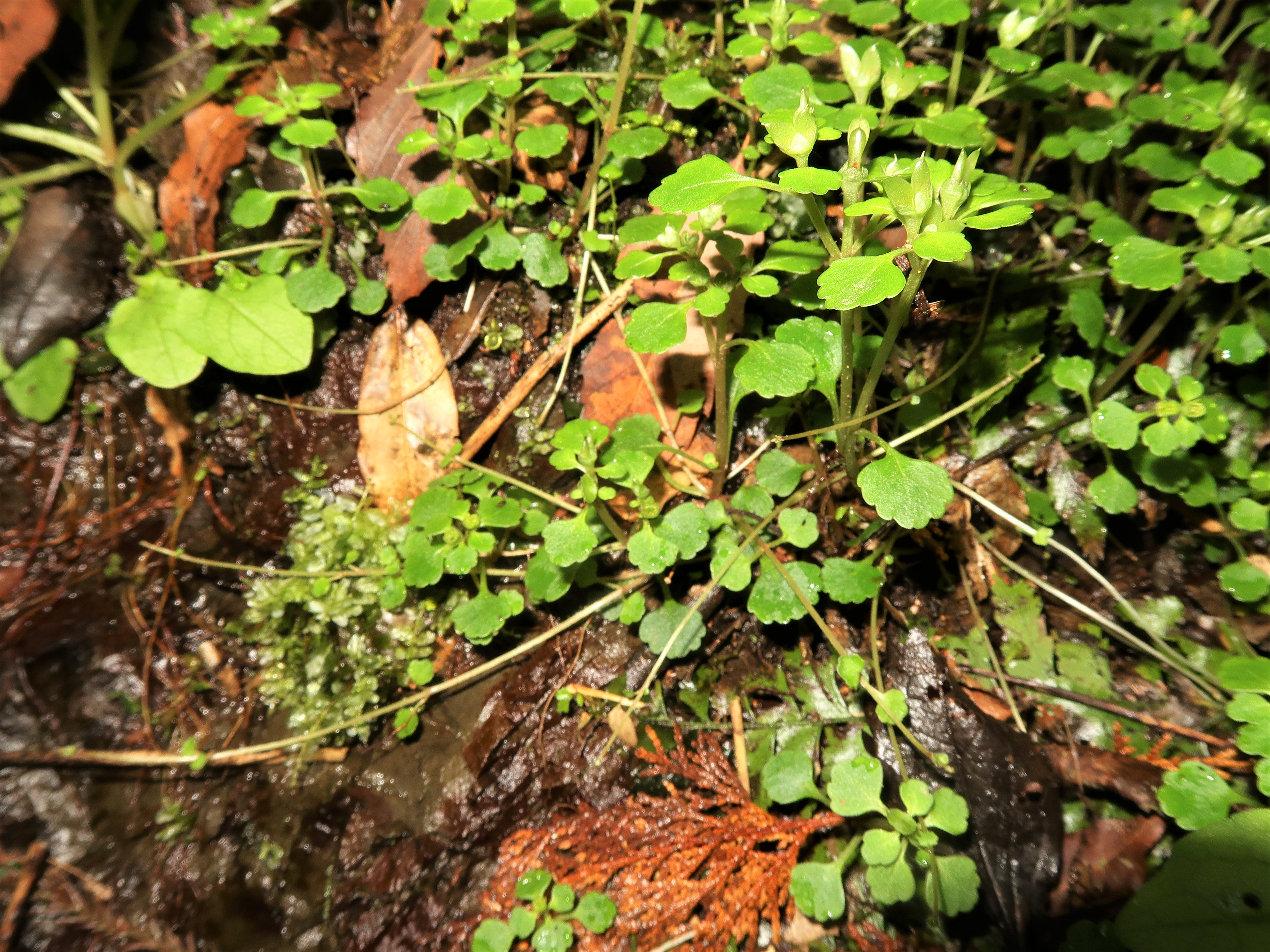
花後、朔果は嘴状に直立する。地上性の走出枝が伸びる。